# TimeSplitters: Future Perfect
 (octobre 2019).
Si vous disposez d'ouvrages ou d'articles de référence ou si vous connaissez des sites web de qualité traitant du thème abordé ici, merci de compléter l'article en donnant les références utiles à sa vérifiabilité et en les liant à la section « Notes et références ».
TimeSplitters: Future Perfect est un jeu vidéo de tir à la première personne développé par Free Radical Design et édité par Electronic Arts en 2005 sur PlayStation 2, Xbox et GameCube.
L'histoire du jeu débute là où celle de TimeSplitters 2 s’était arrêtée.

## Trame et cadre

### Histoire
L'histoire se déroule juste après les évènements de TimeSplitters 2, le joueur incarne le Sgt. Cortez tout au long de ce mode. Avec les cristaux temporels en sa possession, Cortez se dirige vers la Terre où les Splitters s'apprêtent à effectuer un assaut sur la dernière résistance humaine. Une fois rentré à la base, le Général et Anya (une scientifique spécialisée dans la recherche temporelle) lui révèlent qu'ils ont réussi à construire une machine à remonter le temps et qui va pouvoir fonctionner grâce aux cristaux temporels. Anya a également découvert l'origine de ces cristaux. Ils apparurent en 1920 sur l'île d'Urnsay en Écosse, cependant cette île disparut quelque temps après à cause d'une attaque. Le but de Cortez, que le joueur contrôle, est de retrouver les cristaux temporels dissimulés dans l'île et de découvrir l'origine des TimeSplitters ; si Cortez réussit, le monde est sauvé de l'attaque des TimeSplitters. Assisté par radio par Anya, Cortez traversera diverses périodes temporelles, de 1920 jusqu'en 2401, et découvrira l'origine des TimeSplitters.

## Système de jeu

### Généralités
TimeSplitters: Future Perfect est, à l’instar des autres épisodes de la série, caractérisé par le voyage dans le temps. Le joueur contrôle le Sergent Cortez et pourchasse les TimeSplitters, créatures extraterrestres maîtrisant le voyage temporel, qui menacent l'avenir de l’humanité. Une panoplie d’armes est à la disposition du joueur dans chaque niveau de jeu, reflétant les progrès technologiques de l’époque dans lequel il se trouve. Quelquefois, TimeSplitters : Future Perfect déroge à son principe de vue subjective pour insérer quelques séquences de conduite à la troisième personne.
Le jeu est jouable en ligne tant sur PlayStation 2 (jusqu’à 8 joueurs) que sur Xbox (jusqu’à 16 joueurs en simultané sur Xbox Live), mais récemment, les serveurs sur lesquels se jouaient les parties, ont été fermés par EA Games. TimeSplitters : Future Perfect offre un mode Coopération et un mode Arcade à quatre joueurs. Le Créateur de cartes permet au joueur de créer des cartes multijoueur ou comprenant un mode Histoire.
À l’inverse des précédents jeux de la série, la croix de visée dans TimeSplitters : Future Perfect est toujours visible. Ce paramètre peut être désactivé via le menu Options.

### Mode histoire
Le mode histoire de TimeSplitters: Future Perfect est divisé en 13 niveaux. Chaque niveau comprend plusieurs points de contrôles où le joueur peut recommencer s’il meurt ou rate sa mission. Pour chaque niveau, le joueur a le choix entre trois paliers de difficultés.
Le jeu offre également un mode Coopération où deux joueurs peuvent effectuer ensemble les missions (qui diffèrent alors légèrement du mode solo). Le second joueur contrôle le personnage qui accompagne le Sergent Cortez dans chaque niveau.

### Multijoueur
Le mode Arcade est la section multijoueur principale de TimeSplitters: Future Perfect. Jusqu’à quatre joueurs peuvent participer en local. Quand un joueur meurt, il ressuscite à un endroit aléatoire de la carte avec sa barre de vie remplie au maximum. Les armes, armures et autres objets utilisables par les joueurs sont disséminés à divers endroits de la carte. L’objectif de la partie varie en fonction du mode de jeu choisi. Parmi les 13 disponibles, on retrouve notamment le Match à mort, Match à mort en équipes, la Capture du sac (une variante de Capture du drapeau) et l'Élimination.
Plusieurs aspects des parties en multijoueur peuvent être personnalisés tels que les armes, le temps et le nombre de points requis pour obtenir la victoire. Il y a aussi un grand choix de personnages avec lesquels les joueurs peuvent jouer, tous ayant des caractéristiques propres. Certains personnages proviennent du mode Histoire ( Comme Cortez ou Capitaine Ash) d'autres d'anciens jeux TimeSplitters (comme Cyborg casse-pieds ou Golem de pierre) et d'autres n'ont jamais été aperçus auparavant (tels Hans ou M. Shoset). Jusqu’à dix bots peuvent être utilisés. Leur apparence, habileté et équipe sont personnalisables. Les bots sont capables d’exécuter des mouvements acrobatiques que le joueur ne peut faire comme les roulades et les saltos.
Au terme de chaque partie, les résultats sont affichés à l’écran. On y voit le nombre de points accumulés par le joueur ou l’équipe ainsi que les distinctions que le joueur s’est vu décernées. Un peu moins de 60 distinctions sont présentes dans TimeSplitters: Future Perfect. Elles sont attribuées aux joueurs selon ce qu’ils ont fait - ou pas fait - au cours de la partie. Les distinctions sont gardées en mémoire dans le profil de chaque joueur.

### Personnages
Au total, il y a 150 personnages jouables en mode Arcade. Et, contrairement à ses prédécesseurs, Timesplitters : Future Perfect en propose beaucoup débloqués par défaut.  Les 83 autres doivent être déverrouillés en complétant les modes Défi, Arcade et, dans une moindre mesure, en finissant certains niveaux du mode Histoire. Dans la version originale, tous les personnages possèdent leur propre scène de présentation lorsqu'ils sont sélectionnés, avec pour chacun un court discours humoristique. Dans la version française, les animations des scènes sont présentes mais peu de personnages ont eu leur voix doublée et donc la grande partie des personnages sélectionnables ne parle pas.

## Développement

### Doublage
Le sergent Cortez, personnage principal de ce jeu, est doublé ici par Marc Alfos, tandis que plusieurs seconds rôles masculins - dont le capitaine Ash et le génie du mal Khallos - sont doublés par Vincent Violette.

### Bande son
Les thèmes musicaux du jeu sont composés par Graeme Norgate et les musiques additionnelles sont de Christian Marcussen.
En 2006, Free Radical a mis en ligne sur son site Web les pistes sonores (disponibles au téléchargement) de ces jeux déjà sur le marché.